# Ptyonoprogne
Ptyonoprogne là một chi chim trong họ Hirundinidae.

## Các loài
Chi này có các loài sau:
- Ptyonoprogne concolor
- Ptyonoprogne fuligula
- Ptyonoprogne obsoleta
- Ptyonoprogne rupestris